# Katedrála Nanebevzetí Panny Marie (Palermo)
Katedrála Nanebevzetí Panny Marie (Maria Santissima Assunta) v Palermu je římskokatolická katedrála arcidiecéze palermské v sicilské církevní oblasti. Nachází se v blízkosti Normanského paláce. Jádro současné budovy bylo postaveno v letech 1184 až 1185 v normansko-arabském stylu a během staletí katedrála prošla několika přestavbami. Podle  jejích původních stavitelů se jí říká také Normanský dóm. Jsou zde mimo jiné pohřbeni štaufští císařové Jindřich VI. a Fridrich II. a Fridrichova matka královna Konstancie Sicilská. Spolu s dalšími stavbami v Palermu a okolí je katedrála součástí světového kulturního dědictví UNESCO.

## Historie

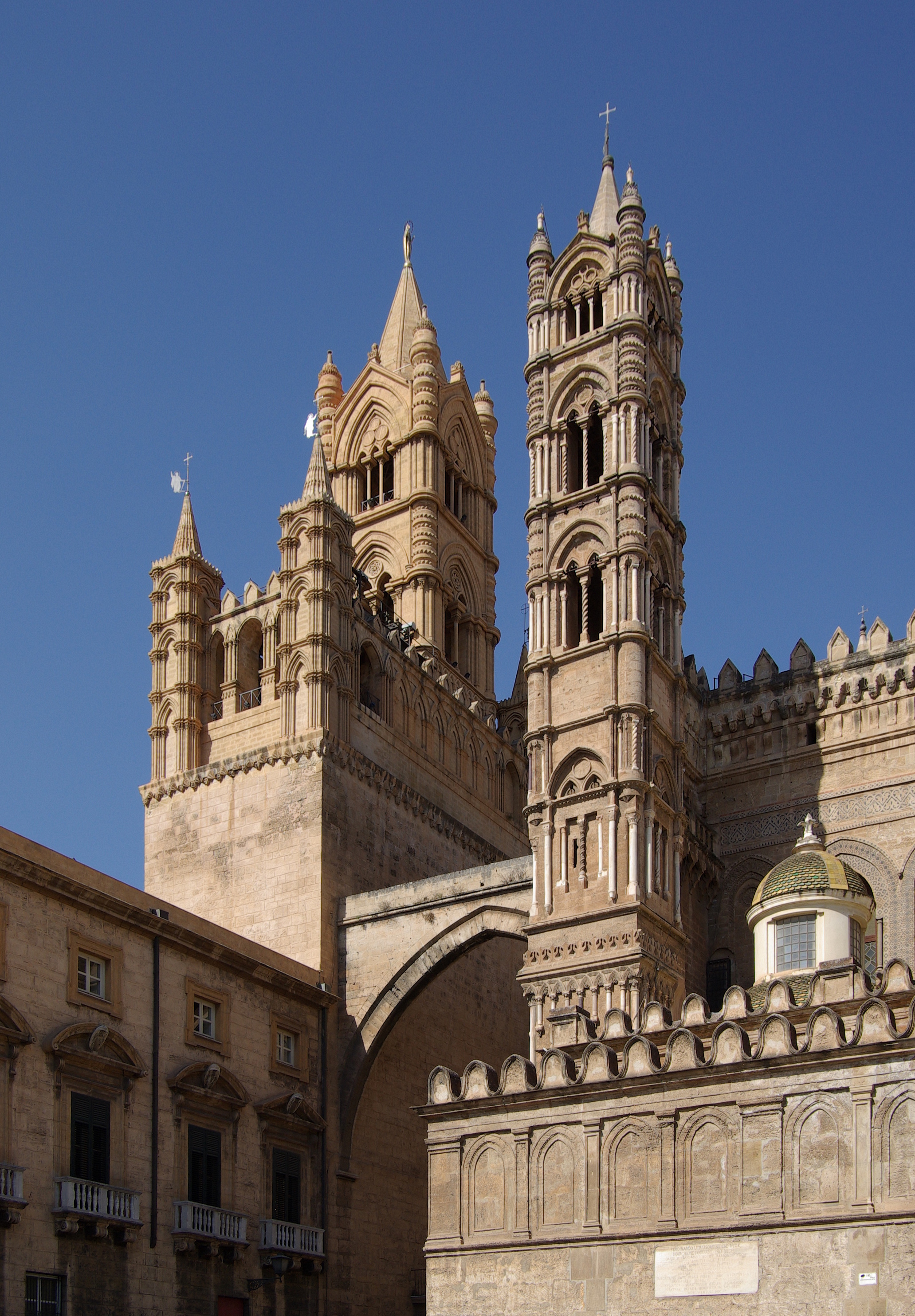
Masivní západní věž

Na místě současné budovy byla postavena katedrála již v 6. století za papeže Řehoře Velikého. Arabové ji pak přeměnili na mešitu. „Velká mešita“ palermská zahrnovala nejen modlitebnu pro páteční modlitby, ale také univerzitu (medresu), knihovny, lázně atd. Poté, co Palermo dobyl Roger I., se mešita opět stala sídlem arcibiskupa.
Když byla v roce 1169 katedrála těžce poškozena zemětřesením, rozhodl se ji arcibiskup Walter i s přilehlými budovami strhnout a postavit novou. Stavba proběhla v letech 1184 až 1185.
Ve 14. až 16. století byla stavba značně rozšířena. Čtyři rohové věže, které původně nevyčnívaly nad hlavní loď, dostaly gotická zakončení. Hlavní vchod byl přesunut ze západní fasády na jižní dlouhou stranu katedrály a před ním bylo vytvořeno velké nádvoří. Jižní portál dostal kolem roku 1465 portikus ve stylu pozdní katalánské gotiky.

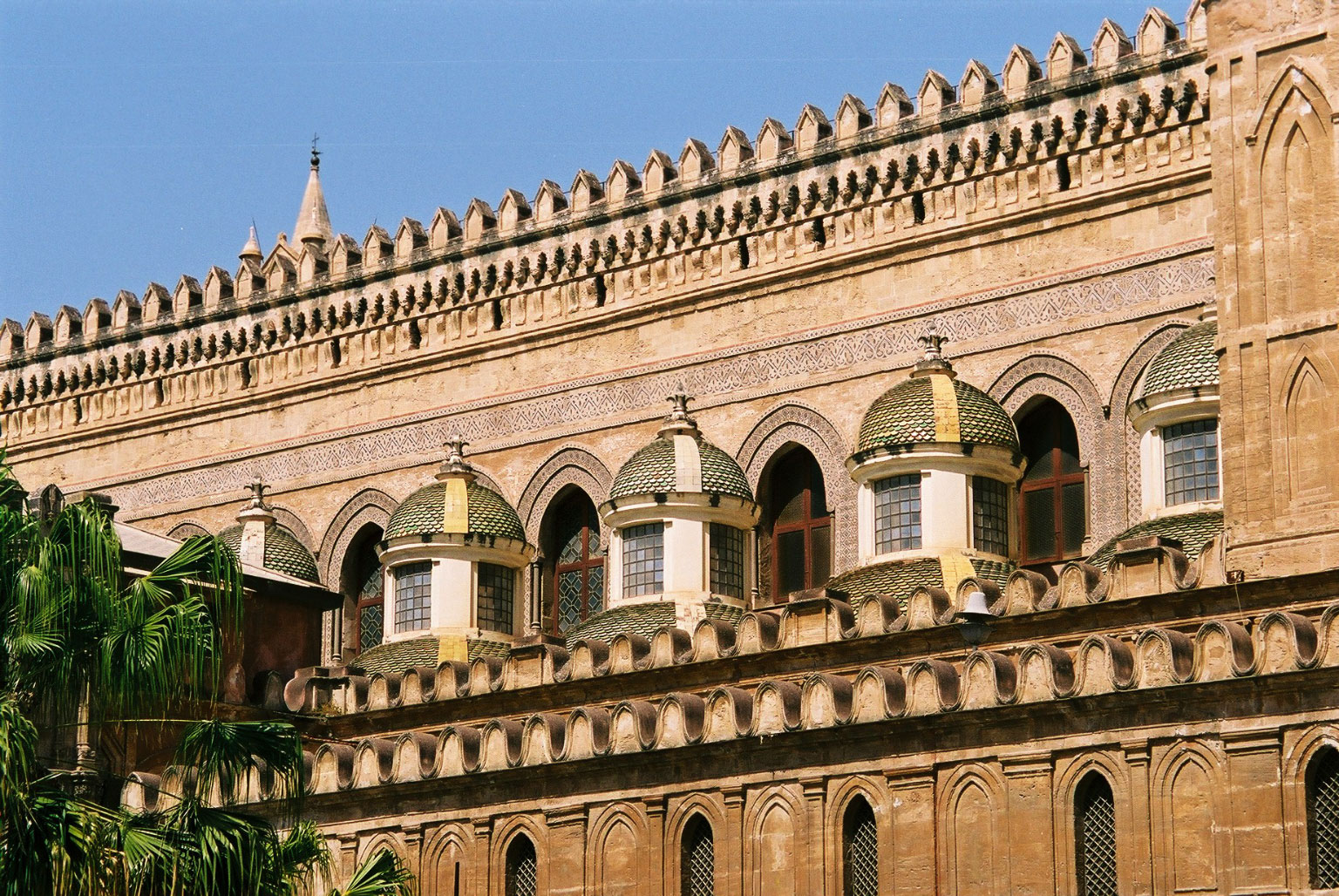
Drobné kopule nad bočními loďmi

V letech 1781 až 1801 Ferdinando Fuga zásadně změnil vnější i vnitřní vzhled katedrály rozsáhlou rekonstrukcí. Nad křížením postavil klasicistní kopuli a nahradil střechy bočních lodí řadou menších kopulí, které nyní zakrývají vnější fasádu střední lodi. Interiér katedrály byl také přestavěn ve stylu klasicismu. Sloupy, které stály mezi střední lodí a bočními loděmi ve skupinách po čtyřech na jednom podstavci a nesly vysoké špičaté oblouky, byly nahrazeny masivními sloupy nesoucími půlkruhové oblouky. Kromě toho byl odstraněn velký retábl za oltářem, který byl vyzdoben 38 sochami svatých, dílem sochařské rodiny Gaginiů z počátku 16. století. V roce 1950 byly některé sochy přeneseny zpět do katedrály a umístěny na sloupy.

 Když stará obranná věž před západní fasádou v 19. století obdržela novogotické zakončení, katedrála získala prakticky současnou podobu. 

## Exteriér

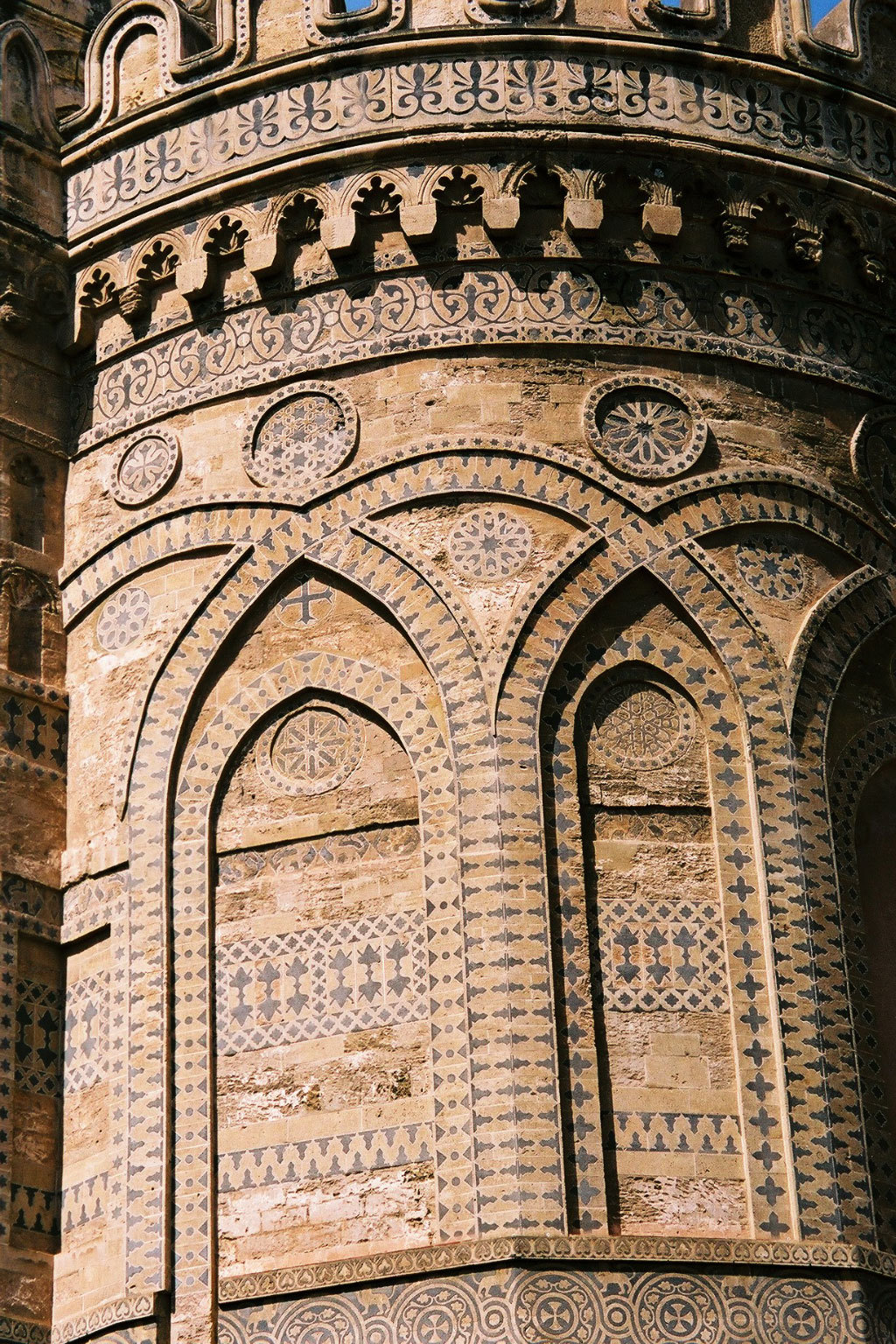
Apsida s arabeskovou intarzií

Jádro katedrály tvoří normanský opevněný chrám v podobě kvadratické stavby s centrální lodí, transeptem a dvěma nižšími bočními loděmi. Protože chrámové stavby se dvěma věžemi na západním průčelí byly vyhrazeny pro královské katedrály, nechal biskup Walter před západní fasádu postavit jednu velkou věž, která je spojena s hlavní budovou pouze arkádami s lomenými oblouky. Ve čtyřech rozích kostela jsou menší rohové věže.

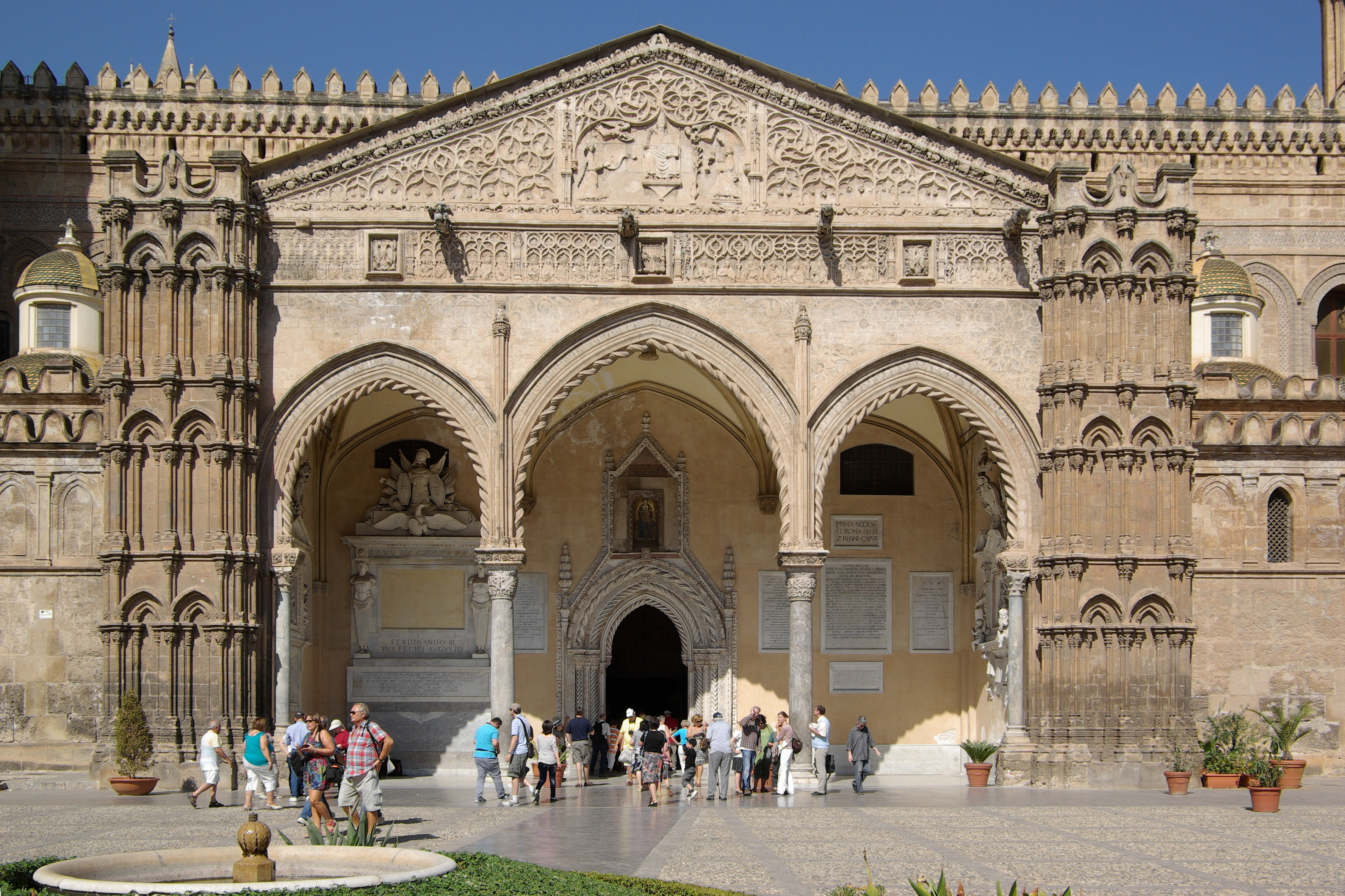
Pozdně gotický portikus

Na třech apsidách je jasně vidět arabský vliv. Křížící se slepé arkády s kamennými intarziemi jsou podobné jako u katedrály v Monreale, která byla postavena přibližně ve stejné době, ale stylově jsou přísnější.
Pro vnější vzhled chrámu je charakteristická velká kupole Ferdinanda Fugase. Menší kopule nad bočními uličkami ruší celkový normansko-arabský dojem.
Jižní portál, který dnes slouží jako hlavní vchod z nádvoří, postavil v roce 1426 Antonio Gambara, dřevěná vrata s vyřezávanými figurami od Francesca Mirandy pocházejí z roku 1432. Pozdně gotický portikus, který stojí před jižním portálem, lemují dvě menší přední věže. Na portiku je socha Krista trůnícího mezi Marií a archandělem Gabrielem. V roce 1989 byla během renovačních prací odkryta část původního portiku, na níž je zobrazen filigránský strom života.

## Interiér

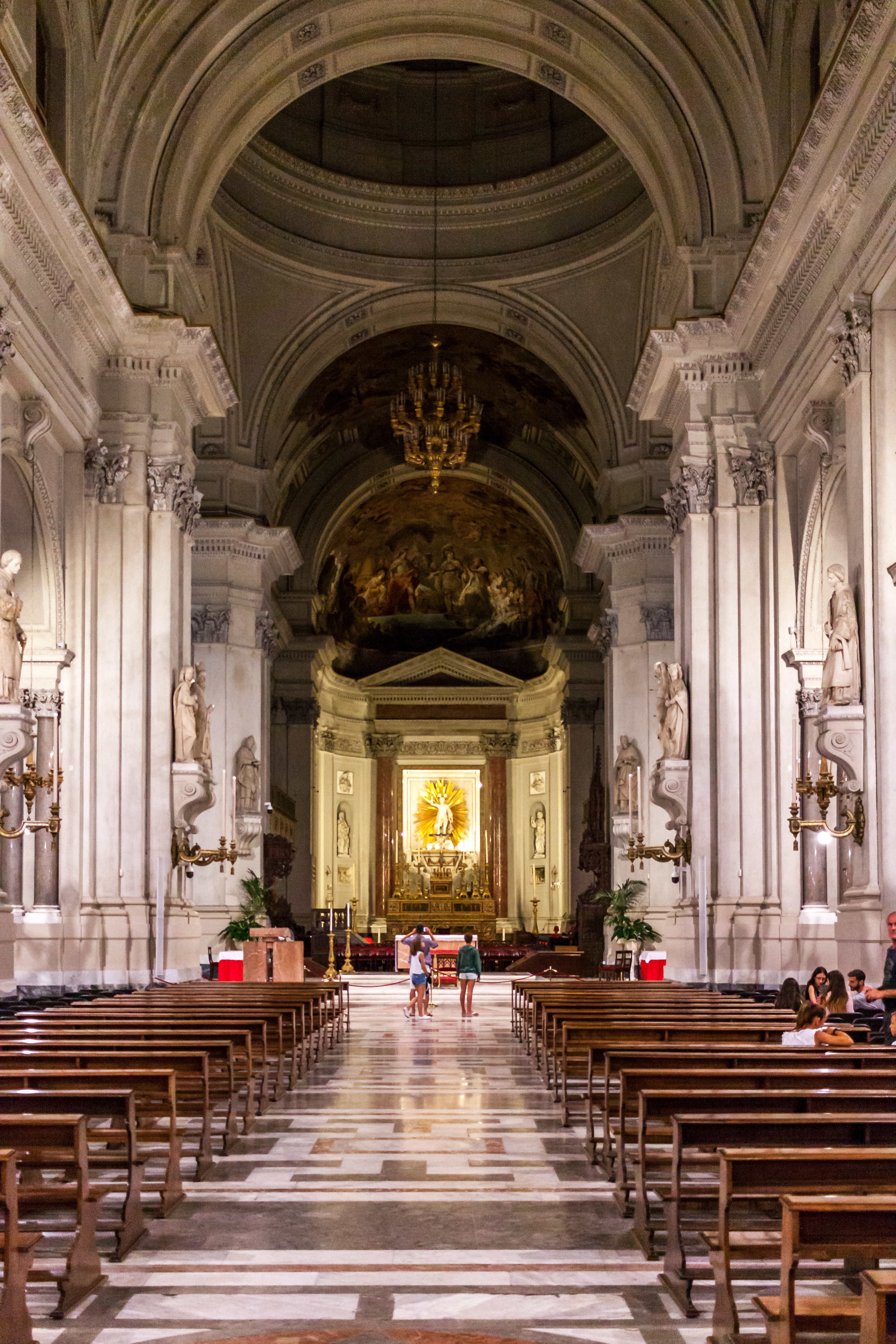
Hlavní loď a apsida

Interiér definovala především rekonstrukce z konce 18. století. Je to klasicistická sloupová bazilika na půdorysu latinského kříže. Před pilíři jsou umístěny sloupy, které původně podpíraly oblouky mezi hlavní lodí a bočními loděmi. Na sloupech jsou také umístěny některé ze soch, která původně zdobily gaginiovský oltář.
K dalším cenným skulpturám patří mramorová socha Madony s Ježíškem Francesca Laurany (1469), nádrž na svěcenou vodu za čtvrtým sloupem, která se dříve připisovala Domenicovi Gaginimu, a Madona (Madonna della Scala) od Antonella Gaginiho (1503) na oltáři v nové sakristii.
Napravo od presbytáře je kaple sv. Rosálie. Relikvie této patronky Palerma se zde uchovávají ve stříbrné urně z roku 1632. Další stříbrné relikviáře obsahují ostatky sv. Kristiny a sv. Ninfy.
Do krypty jsou umístěny sarkofágy arcibiskupů z Palerma. Některé z nich jsou znovu použité římské sarkofágy. 

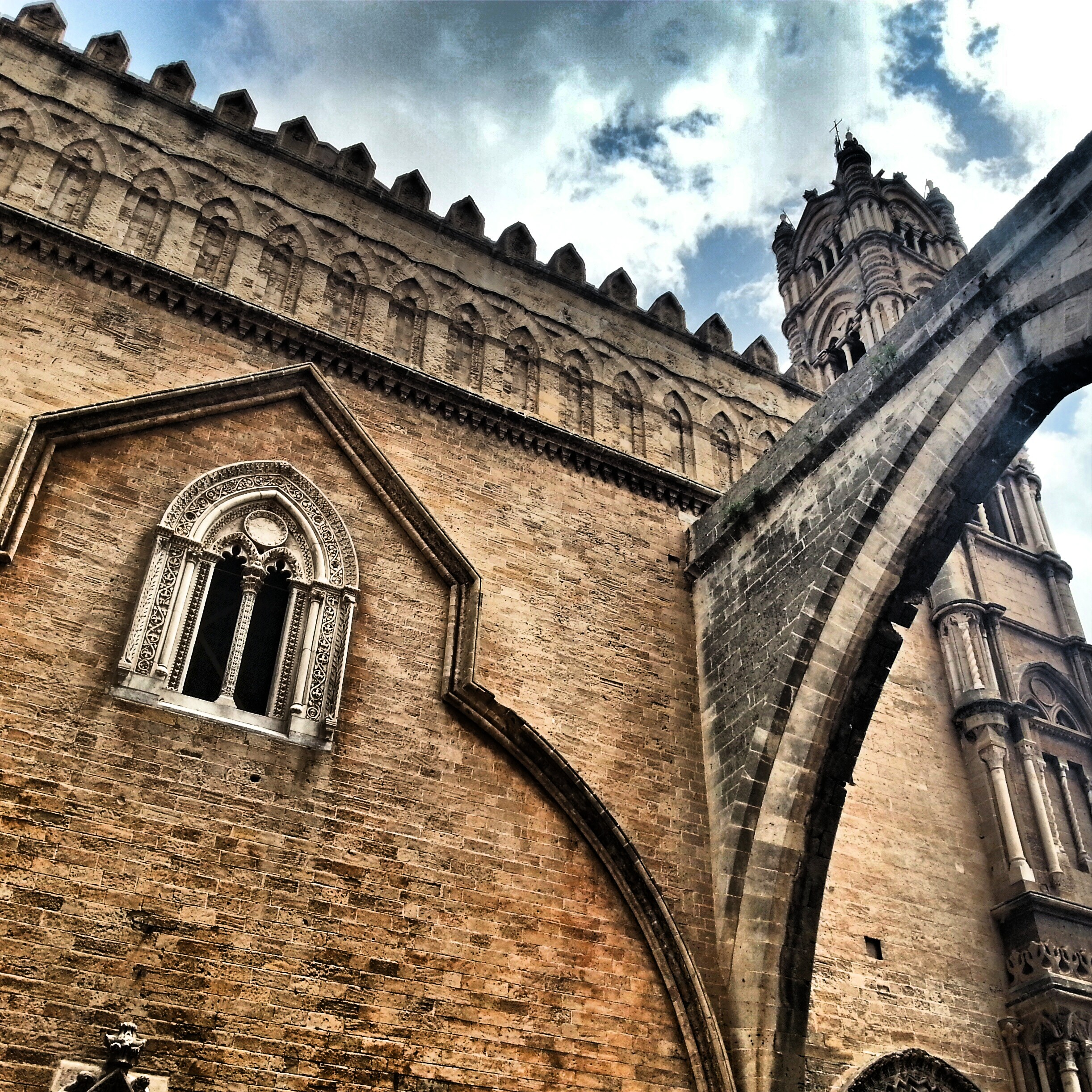
Pohled na katedrálu z Diecézního muzea

Na podlaze před oltářem je poledník, který sem v roce 1801 vytyčil astronom Giuseppe Piazzi. Je to typ slunečních hodin, jejichž pomocí chtěl Piazzi popularizovat moderní počítání hodin proti tradičním dělení dne „all'italiana“. Sluneční světlo, které prochází malým otvorem v jedné z kopulí boční lodi, vždy přejde přesně ve 12 hodiny mosaznou linii, která je zapuštěna do podlahy a běží přesně od severu k jihu. Díky měnící se poloze Slunce v průběhu roku lze také odečíst slunovraty, rovnodennosti a znamení zvěrokruhu, což má také význam pro určení data Velikonoc.
Varhany postavili v 50. letech 20. století varhaníci ze společnosti Tamburini. Nástroj má 57 rejstříků, čtyři manuály a pedál. Píšťaly jsou ovládány elektricky.

## Císařské a královské hrobky
Od rekonstrukce v 18. století jsou královské hrobky umístěny v postranní kapli v zadní části pravé lodi. Původně stály vpravo a vlevo od hlavní apsidy.

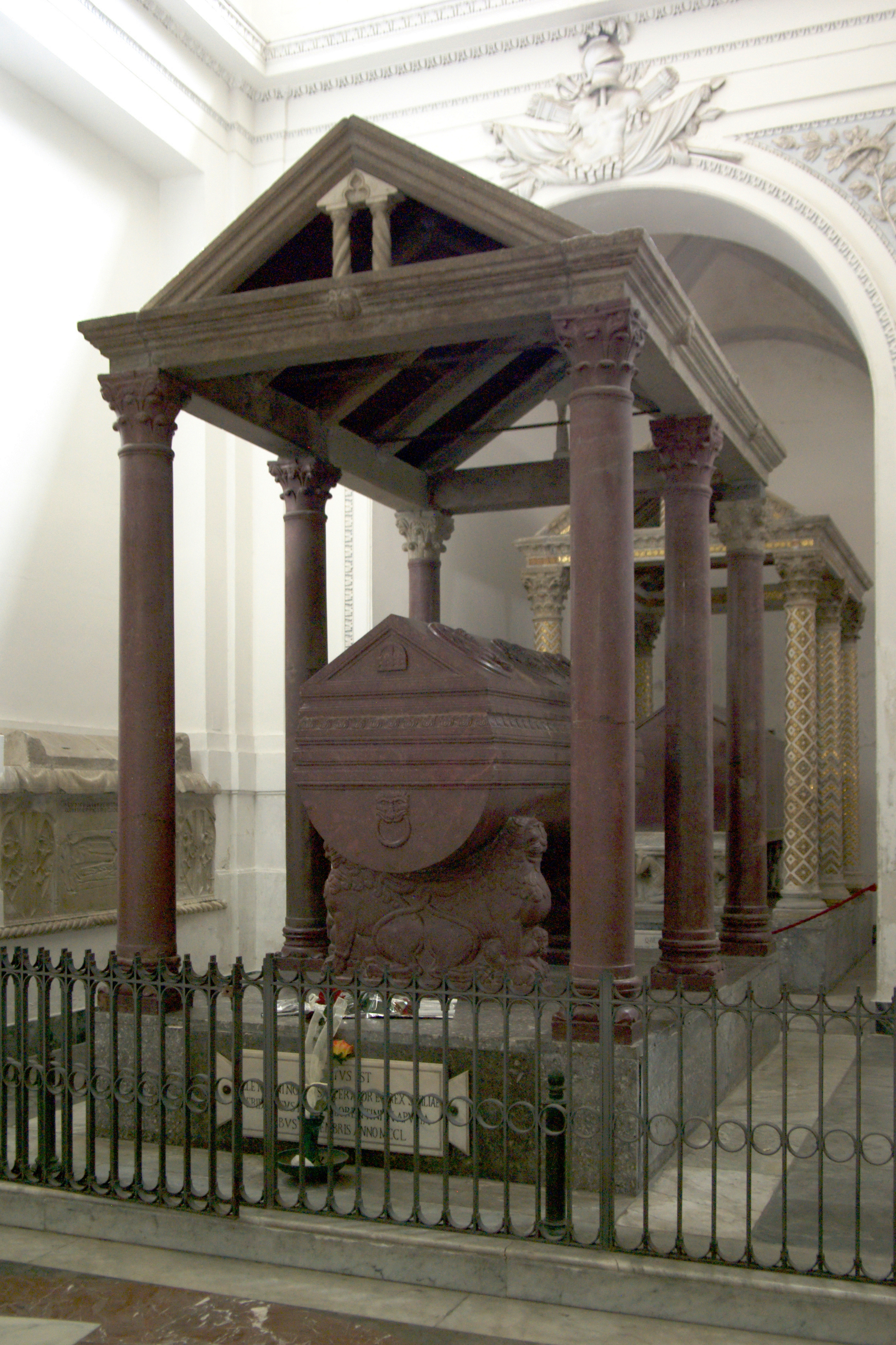
Sarkofágy Fridricha II. a Rogera II.

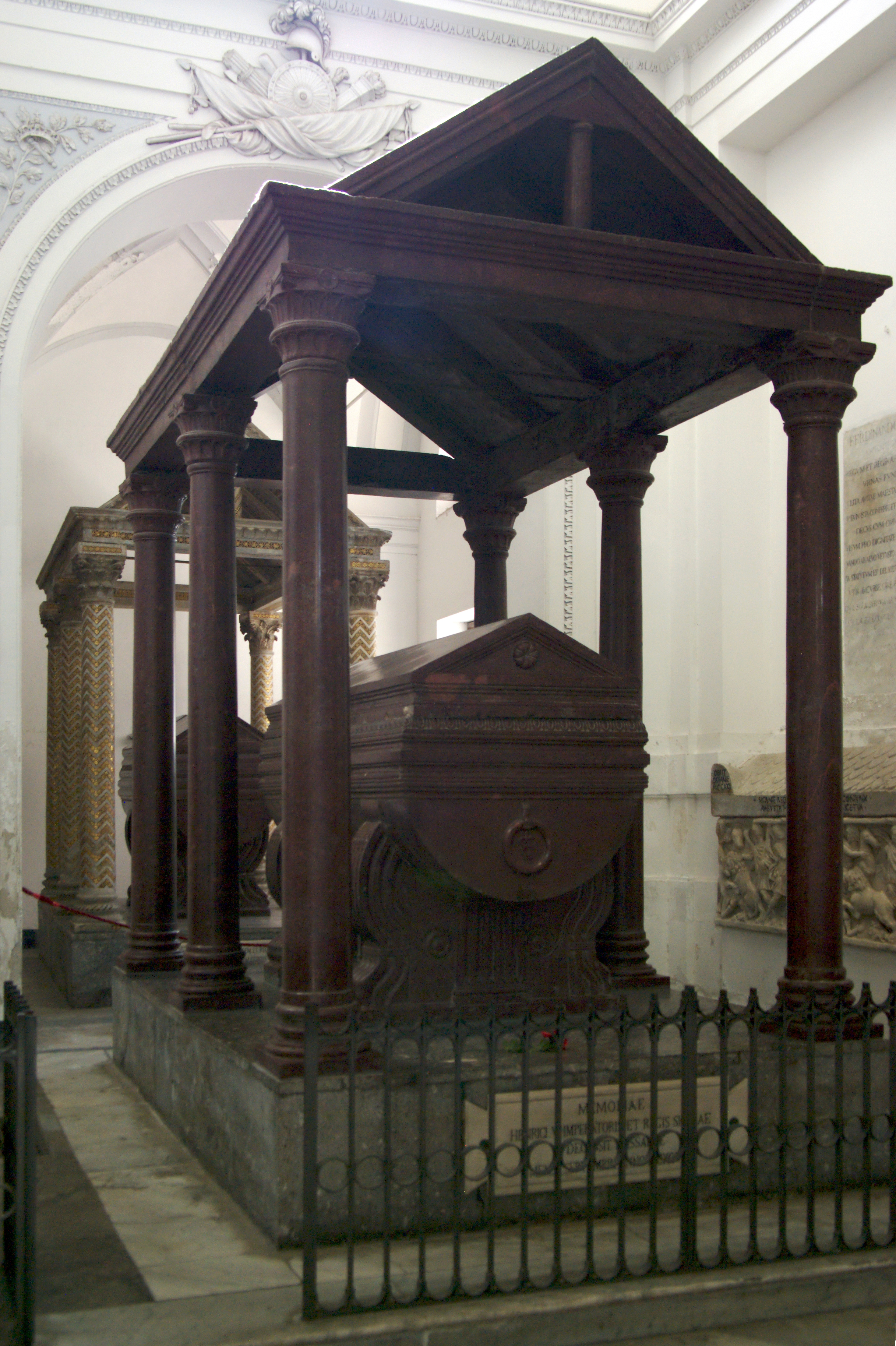
Sarkofágy Jindřicha VI. a Konstance

V přední řadě jsou dva porfyrové sarkofágy pod baldachýny nesenými šesti porfyrovými sloupy, na levé straně sarkofág Fridricha II. († 1250), na pravé straně jeho otce Jindřicha VI. († 1197). Roger II. nechal tyto dva sarkofágy postavit v transeptu katedrály v Cefalù a byly původně určeny pro něj a jeho nástupce. Poté, co byl Roger II. pohřben v Palermu a jeho dva následníci Vilém I. a Vilém II. v katedrále v Monrealu, přivezl si v roce 1215 Fridrich II. sarkofágy do Palerma pro sebe a svého otce.
Zvláště umělecky cenný je sarkofág Fridricha II. Nesou jej dva lvi, kteří byli oblíbeným motivem Rogera II. a jsou také vyobrazeni na mozaice v Rogerově sále v Normanském paláci i na korunovačním plášti. Kromě Fridricha II. byli v tomto sarkofágu uloženi i králové Fridricha III. († 1338) a Petr II. († 1342). Když byl sarkofág v roce 1782 otevřen, bylo tělo Fridricha II. nalezeno neporušené. Protože byl po své smrti v Castel Fiorentino u Lucery  nejdříve převezen do Messiny a byl pohřben v Palermu  až v únoru 1251, je třeba předpokládat, že jeho tělo bylo balzamováno. Skutečnost, že tělo bylo ještě o 500 let později zachovalé, se však nepřičítá ani tak použitým konzervačním metodám, ale spíše příznivým klimatickým podmínkám, které podporovaly přirozenou ochranu mrtvého těla, jak dokazují četné další nálezy v oblasti Palerma.
Ve druhé řadě jsou další dva porfyrové sarkofágy pod baldachýny podepřenými šesti sloupy zdobenými mozaikami. Vlevo leží Roger II. († 1154), napravo jeho dcera Konstancie Sicilská († 1198), manželka Jindřicha VI. a matka Fridricha II.
V římském sarkofágu ze 3. nebo 4. století u pravé stěny jsou ostatky Konstancie Aragonské († 1222), manželky Fridricha II.

## Pokladnice

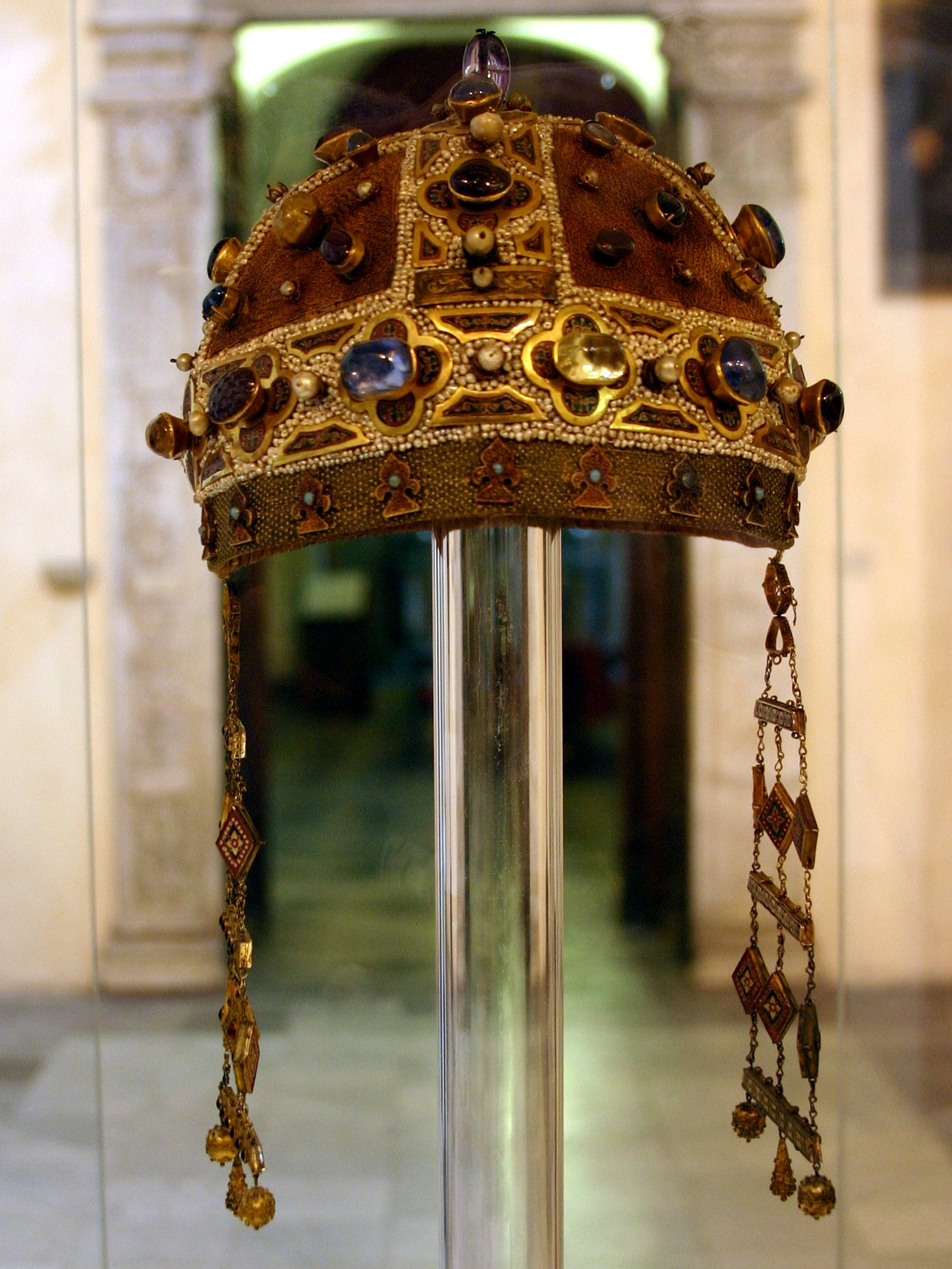
Kamelaukion Konstancie Aragonské

Přístup ke katedrální pokladnici je napravo od kaple sv. Rosálie. Je zde vystaveno především liturgické stříbro a liturgická roucha.
Nejdůležitějším exponátem sbírky je koruna římské královny, vytvořená podle vzoru koruny byzantských císařů a císařoven (kamelaukia). Charakteristická je silueta čepice a její boční přívěšky (pendilie). Císař Fridrich II. dal vložit tuto korunu své manželce Konstancii Aragonské do hrobu, tj. do porfyrového sarkofágu v jižní lodi katedrály, který se dochoval.